# Pòlie

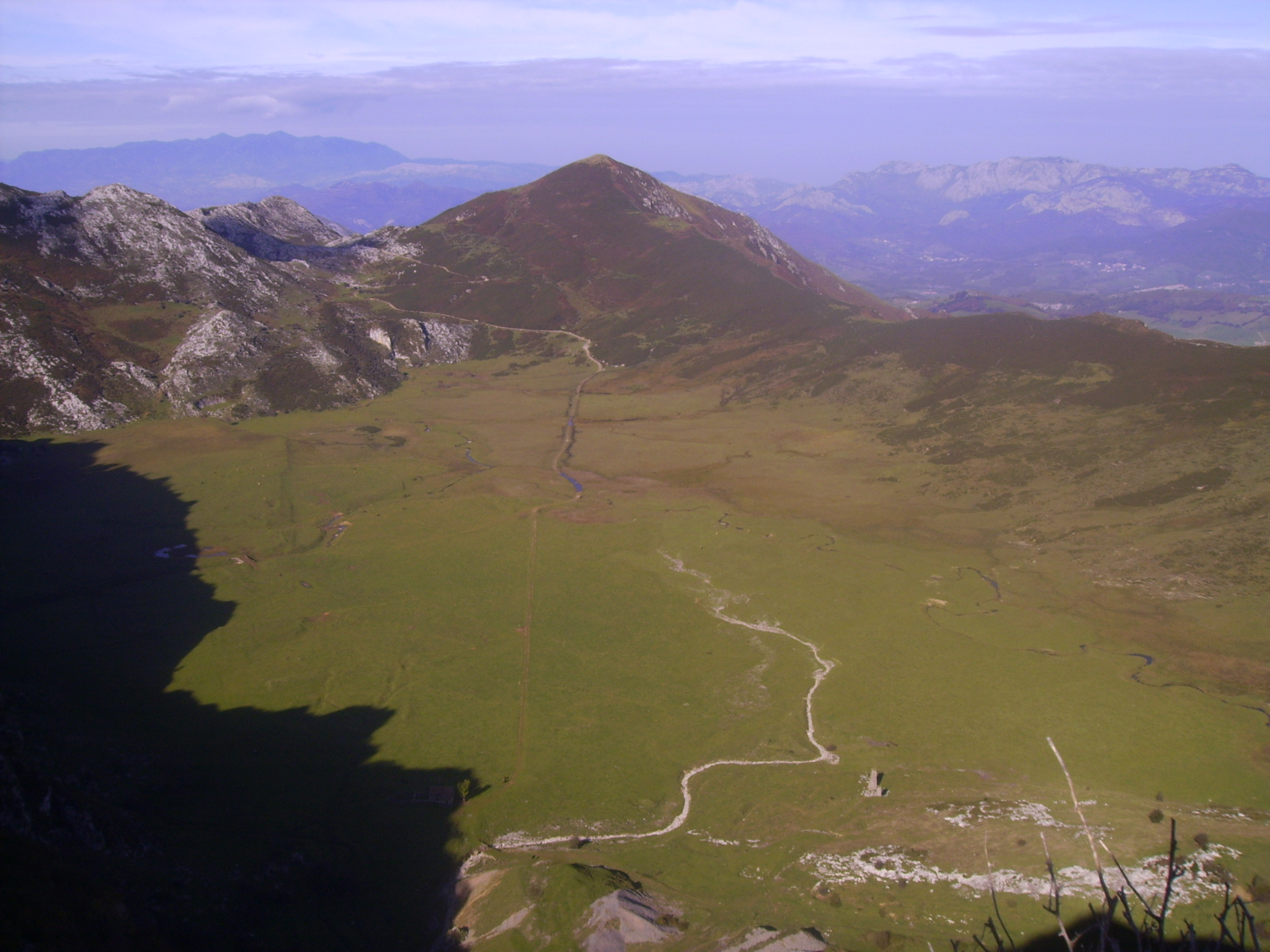
Vista del pòlie de Comellas als Pics d'Europa, Astúries.

Pòlie del serbocroat polje amb el significat aproximat de terreny, és una depressió tancada d'origen càrstic plana que fa normalment de 5 a 400 km². És una mena de vall allargada i tancada, de fons pla, de mida gran i contorns irregulars. Les vores són abruptes i hi aflora la roca calcària.

## En geologia
Un pòlie és una gran plana entre pedres calcàries amb el seu eix principal desenvolupat en paral·lel amb grans estructures i pot tenir una llargada de desenes de quilòmetres. Els dipòsits superficials tendeixen a acumular-se al sòl. El drenatge pot ser o bé per cursos d'aigües superficials o bé per pous (ponors)
El pòlie està format per coalescència de dolines o per enfonsaments tectònics. El fons de la plana és constituït per terra de descalcificació molt fèrtil.
Un cas conegut a casa nostra és el "Pla de la Refoia", als Ports. Situat entre els termes de Paüls i de Prat de Comte.
Alguns pòlies queden inundats durant l'estació plujosa.
Acostumen a ser terrenys molt fèrtils per acumullació d'argiles per descalcificació.